# Cauris
Els cauris són un grup de gasteròpodes marins que principalment pertanyen a la família Cypraeidae, tot i que algunes espècies de les famílies Ovulidae (també coneguts com a falsos cauris) i Triviidae (sobretot anomenats cauris al Regne Unit) també reben aquest nom. El terme cauri és un nom comú i, per tant, no té valor taxonòmic.
Algunes espècies de cauris foren emprades com a moneda en diferents indrets del món i són emprades àmpliament en joieria i per altres propòsits cerimonials i decoratius. Són animals molt abundants en algunes zones marines tropicals i temperades.

## Etimologia
La paraula cauri prové de l'hindi (kaudi -कौडि- o kavadī -कवडी-), del kanarès (kavade - ಕವಡೆ-) o del sànscrit (kaparda -कपर्द-). El terme va ser registrat entre el 1655 i el 1665.

## Descripció
Les closques dels cauris solen ser llises i brillants i més o menys en forma d'ou, amb una superfície plana que mostra una obertura llarga, estreta i amb forma d'esquerda, que sovint està dentada a les vores. L'extrem més estret de la closca dels cauris és l'extrem anterior. L'agulla de la closca no és visible en els adults de la majoria de les espècies, però és visible en els juvenils, que tenen una forma diferent a la dels adults.
Gairebé totes les closques tenen una brillantor similar al de la porcellana, amb algunes excepcions, com ara el cauri granulat de Hawaii, Nucleolaria granulata. Molts tenen patrons de colors. Les longituds varien des de 5 mm per a algunes espècies fins a 19 cm per al cérvol de l'Atlàntic, Macrocypraea cervus.